# Monopterus
Monopterus is een geslacht van straalvinnige vissen uit de familie van kieuwspleetalen (Synbranchidae).

## Soorten
- Monopterus albus (Zuiew, 1793)
- Monopterus cuchia (Hamilton, 1822)
- Monopterus bicolor Nguyen & Nguyen, 2005
- Monopterus boueti (Pellegrin, 1922)
- Monopterus desilvai Bailey & Gans, 1998
- Monopterus dienbienensis Nguyen & Nguyen, 2005
- Monopterus digressus Gopi, 2002
- Monopterus eapeni Talwar, 1991
- Monopterus fossorius (Nayar, 1951)
- Monopterus hodgarti (Chaudhuri, 1913)
- Monopterus ichthyophoides Britz, Lalremsanga, Lalrotluanga & Lalramliana, 2011
- Monopterus indicus (Silas & Dawson, 1961)
- Monopterus roseni Bailey & Gans, 1998